# 马克·奥利芬特
马库斯·劳伦斯·艾尔文·奥利芬特 AC KBE FRS FAA FTSE（1901年10月8日—2000年7月14日），也称马克·奥利芬特，是澳大利亚的物理学家、人道主义者，在人类首次核聚变实验、设计核武器中均起到举足轻重的作用。
奧利芬特在南澳州的阿德萊德出生及長大，並在1922年畢業於阿德萊德大學。他因之前對於汞研究展示的特長而在1927年獲頒1851年博覽會獎學金，並前往英國留學，在歐內斯特·盧瑟福的指導下在劍橋大學卡文迪許實驗室進行研究。他在那裏用粒子加速器向各種目標發射重氫原子核（氘核）。他分別發現了氦-3和超重氫的原子核（氦核和氚核）。他還發現了當粒子互相反應時，釋放的能量遠比開始時的多。能量從原子核中解放出來，他發現這是核聚變的結果。
奧利芬特在1937年離開卡文迪許實驗室，到伯明翰大學就任坡印亭物理學教授。他嘗試在大學建造150厘米的回旋加速器，但它的完工被1939年在歐洲爆發的第二次世界大戰延誤。他開始參與雷達的研發工作，並帶領着包括約翰·藍道爾和哈里·布特的伯明翰大學研發小組。他們創造了全新設計的多腔磁控管，使微波雷達變得可行。奧利芬特還是穆德委員會的成員之一，委員會於1941年的7月的報告內提出核武器不單可行，而且最早可於1943年生產。奧利芬特對於把此發現消息傳到美國起到關鍵作用，從而啟動了後來的曼哈頓計劃。戰爭後期，他與好友歐內斯特·勞倫斯在加州伯克利的勞倫斯伯克利國家實驗室一起為此計劃工作，並研發出電磁型同位素分離器，該裝置為1945年8月廣島原子彈轟炸中使用的小男孩原子彈提供了可裂變物質。
戰後奧利芬特回到澳洲擔任澳洲國立大學物理科學及工程研究院的第一任院長，他在那裏開始了世界最大同極發電機（5億焦耳）的建造和設計工作。他在1967年退休，卻在南澳州總理唐·鄧斯坦的建議下被委任為南澳州總督。他成為了第一個於南澳州出生的南澳州總督。他協助創建澳洲民主黨，並在政黨宣佈成立的1977年墨爾本會議擔任主席。老年時他因目睹了妻子蘿莎在1987年逝世前的折磨，而成為了自願安樂死的倡導者。他在2000年於坎培拉逝世。

## 早年
馬庫斯·“馬克”·羅倫斯·艾爾文·奧利芬特於1901年10月8日生於阿德萊德市郊的肯特鎮。他的父親叫哈羅德·喬治·“男爵”·奧利芬特，是一名南澳水務的公務員和勞工教育協會的兼職經濟講師。他的母親叫碧翠絲·伊蒂斯·芬妮·奧利芬特，娘家姓塔克，是一名藝術家。他是以澳洲作家馬庫斯·克拉克和英國旅行家、神秘主義者羅倫斯·奧利芬特命名的。大部分人都叫他馬克；在他1959年獲封騎士時成為了他的正式名字。他有4個弟弟：羅蘭、基斯、奈哲爾和唐納德；他們出生證明上的姓氏拼法與馬克不一樣，但讀音相同。
他的祖父叫哈里·史密夫·奧利芬特（1848年11月7日–1916年1月30日）是阿德萊德郵政總局的一名文員，而他的曾祖父詹姆斯·史密夫·奧利芬特（大約1818年–1890年1月21日）和他的妻子伊麗莎（約1821年–1881年10月18日）離開了原居地英國肯特郡，乘坐三桅帆船“紅寶石號”遷往南澳州，並於1854年3月到埗。他後來獲聘為阿德萊德貧民避難所的負責人，而伊麗莎·奧利芬特則於1865年獲聘為該機構的女舍監。馬克最後的名字艾爾文則是他曾祖父母親的娘家姓，她許多南澳州的後裔的名字中都包含了這個姓氏。
馬克的父母信奉神智學，因此有可能戒肉。馬克童年時期在農場裏目擊了宰豬過程後終生茹素。他其中一隻耳朵完全聾掉，又因為重度散光和近視，需要配戴眼鏡。
奧利芬特最早於古德伍德的小學接受教育，之後隨家人於1910年遷到邁洛爾，就轉到那裏的小學就讀。 他就讀於阿德萊德的安利中學，並在中學最後一年的1918年轉到阿德萊德中學就讀。畢業後他因申請大學助學金失敗而到S·施蘭克公司上班，那是阿德萊德一家以製造獎章聞名的珠寶商。之後他獲得了在南澳洲州立圖書館當培訓生的資格，這樣他就能在阿德萊德大學修讀夜間課程。
奧利芬特於1919年開始在阿德萊德大學上學。最初他對醫藥領域的職業感興趣，但後來物理學教授卡爾·格蘭特讓他在物理系當培訓生。每週薪酬為10先令（相当于2018年的AUD$，40），金額與奧利芬特在州立圖書館的薪酬相同，但這樣他就可以修讀任何與系上工作沒有時間衝突的大學課程。他在1921年獲理學學士（BSc）學位，次年在格蘭特的指導下獲榮譽學位。在格蘭特於1925年學術休假時擔任系主任的羅伊·貝當，與奧利芬特一起研究並撰寫出兩篇於1927年出版的關於汞性質的論文：《論汞表面張力問題及汞表面水溶液作用量》和《論汞表面的氣體吸收》。奧利芬特後來憶述貝當教了他“在物理學領域中即使最次要的發現都有超常的喜悅”。
奧利芬特於1925年5月23日迎娶了同時出身於阿德萊德的蘿莎·路易絲·韋伯漢姆為妻。兩人在青少年時期已相識。他用父親給他的金塊（從庫爾加迪金礦所得）在實驗室中打造了蘿莎的結婚戒指。

## 卡文迪許實驗室
奧利芬特在1925年聽到新西蘭物理學家歐內斯特·盧瑟福爵士的一次演講後，就決定了他要為盧瑟福工作──這個理想在他於1927年申請到劍橋大學卡文迪許實驗室的位置時成為了現實。他以之前和貝當做的汞研究為特長申請了1851年博覽會獎學金。此項獎學金配有生活津貼，金額為每年£250（相当于2018年的AUD$20,000）。當他獲頒獎學金的消息傳出，他立刻發電報給盧瑟福和劍橋三一學院。盧瑟福和三一學院都接受了他的申請。

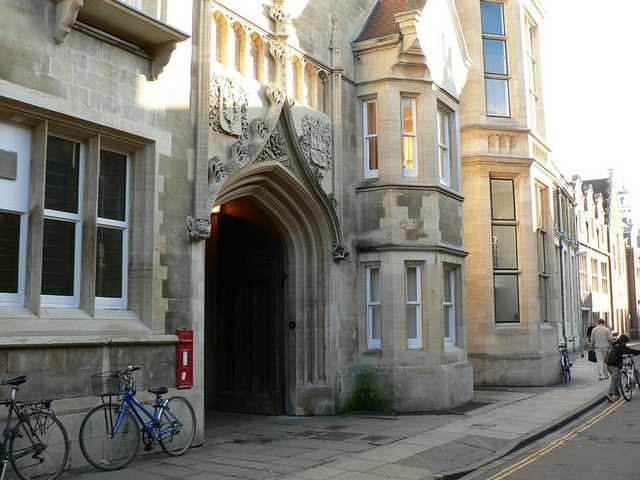
卡文迪許實驗室產生過一些偉大的物理學發現。於1874年由德文郡公爵創立（他以前的姓氏是卡文迪許），第一任教授為詹姆斯·克拉克·麥克斯韋。

盧瑟福的卡文迪許實驗室當時正在進行世上最先進的原子核物理學研究。奧利芬特被盧瑟福和夫人邀請共晉下午茶。他很快就遇到了卡文迪許實驗室的其他研究員，包括帕特里克·布萊克特、愛德華·布拉德, 詹姆斯·查德威克、約翰·考克饒夫、查爾斯·艾利斯, 彼得·卡皮察, 菲利普·穆恩和歐内斯特·沃爾頓。那裏有兩名澳洲同鄉：哈里·梅西和約翰·基斯·羅伯茨。奧利芬特後來與考克饒夫成為密友。實驗室擁有相當多的人才，但閒置資金並不多，對實驗器材傾向於採取“繩子和密封蠟”的做法（自製簡單裝置）。 因此奧利芬特必須自行購買自己的設備，有一次他就從自己津貼中拿出了£24 （相当于2018年的AUD$1,000）去購買真空泵。
奧利芬特於1929年12月提交了題為《論金屬表面正離子中和作用及次級電子的發射》。他的口試由盧瑟福和艾利斯主考。獲得學位除了是實現了他人生的一大成就外，也意味着他1851年博覽金獎學金的終結。奧利芬特成功申請到每年有5個名額的1851年資深獎學金。此項獎學金配有生活津貼，金額為每年£450（相当于2018年的A$36,000），為期兩年，在特殊情況下可以加長一年，而奧利芬特有成功申請到加長。
他的兒子傑弗里·布魯斯·奧利芬特於1930年10月6日出生，但他因腦膜炎於1933年9月5日逝世，與約翰·考克饒夫和夫人伊莉莎伯前一年去世的幼子提摩太一同葬於劍橋升天教區墳場的無名墓。由於不能懷上更多的孩子，奧利芬特夫婦於1936年領養了一名叫邁克爾·約翰的4個月大的男孩，以及於1938年又領養了一名叫薇薇安的女兒。

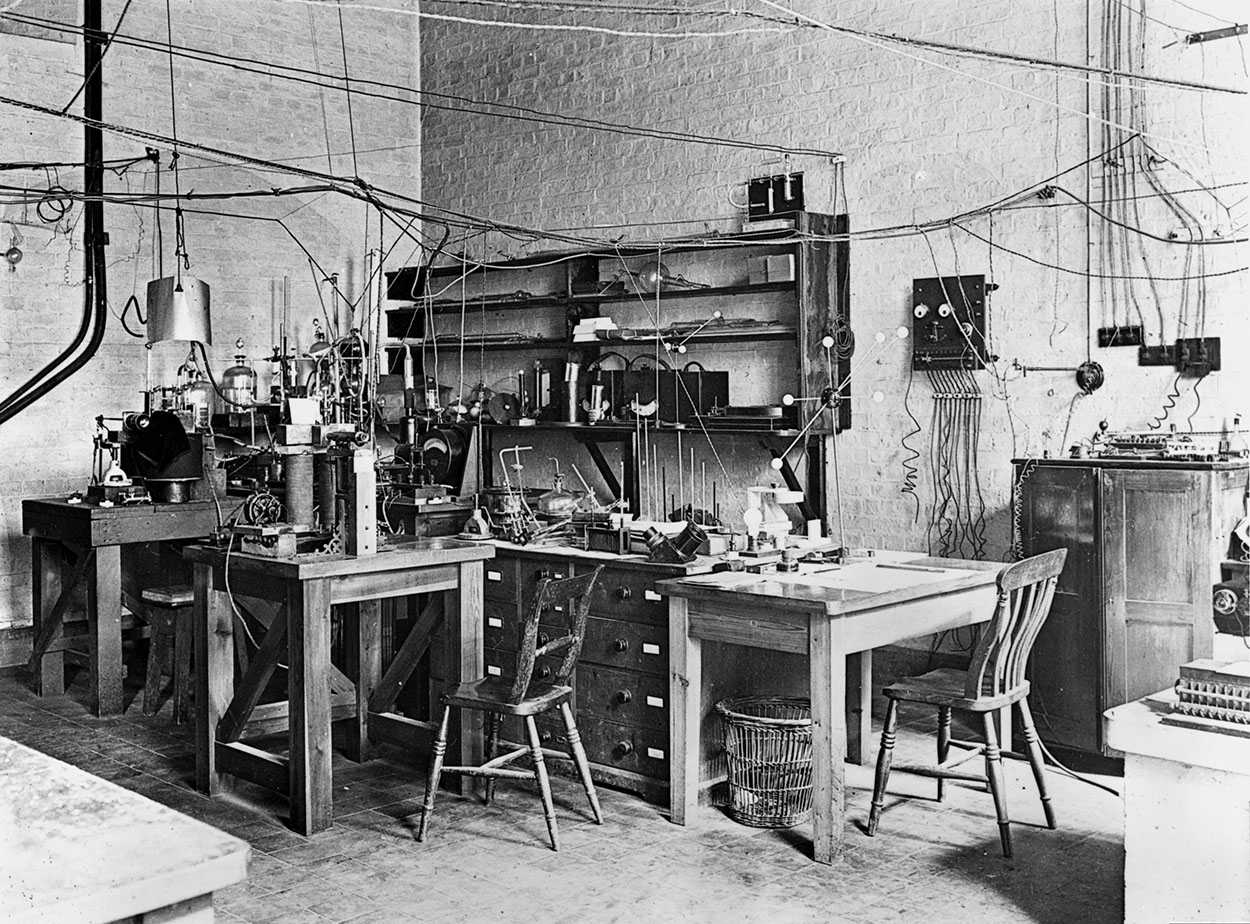
圖為歐內斯特·盧瑟福爵士的實驗室。

卡文迪許實驗室的科學家在1932年和1933年作出了一系列突破性的貢獻。考克饒夫和沃爾頓用高能量質子轟擊鋰並成功通過核嬗變把這些高能原子核轉化成氦。那是用人工手段一種元素的原子核變成另一種的最早實驗之一。之後查德威克設計的實驗發現了一種質量與質子相若的新中性粒子：中子。布萊克特於1933年在他的雲室中確認了正電子的存在，並顯示出正負電子成對產生的相反螺旋踪跡。
奧利芬特通過建造能發射能量高達60萬電子伏的質子的粒子加速器來進行跟進研究。他在不久後就通過原子核和正離子的人工分離確認了考克饒夫和沃爾頓的結果。他在之後的2年間寫出了一系列的6篇論文。卡文迪許實驗室於1933年收到了幾滴重水，這是來自美國物理化學家吉爾伯特·路易斯的禮物。加速器被用於把重氫核（氘核）射到各種目標上。奧利芬特就這樣和盧瑟福及其他人合作發現了氦-3的核（氦核）和超重氫的核（氚核）。

奧利芬特用電磁分離法分離出了鋰的同位素。他是用實驗展示核聚變的第一人。他發現了當氘核和氦-3的核、氚核或其他氕核反應時，粒子所釋放出的能量遠比開始時要多。原子核內的結合能被解放出來了。順着亞瑟·愛丁頓於1920年對小原子核的聚變所釋放的能量能為恆星提供能量的預測，奧利芬特推測核聚變反應可能就是太陽的能量來源。氘-氚核聚變因為其較大的截面而成為氫彈的基礎。奧利芬特當時還沒預見到這樣的發展：
……我們完全不知道有朝一日這事會用於製造氫彈。我們的好奇心只是對原子核結構的好奇心，而這些反應的發現是純粹的，就像美國人說的那樣，只是偶然。
考克饒夫在1934年安排了奧利芬特到聖約翰學院當研究員, 年薪約為£600（相当于2018年的AUD$59,000）。當查德威克於1935年離開卡文迪許實驗室前往利物浦大學時，奧利芬特和艾利斯二人接任他成為盧瑟福的助理研究主任。該職位的年薪為£600（相当于2018年的AUD$59,000）連同聖約翰學院的薪酬，他的收入還是相當不錯的。奧利芬特不久後就裝備好了新的加速器實驗室，裏面有一台耗資£6,000（相当于2018年的AUD$590,000）的1.23 MeV加速器，與此同時他還設計了更大的2 MeV發電機。他是最早構思出質子同步加速器的人他在1937年獲選為英國皇家學會院士。他逝世時是學會在任時間最長的院士。

## 伯明翰大學

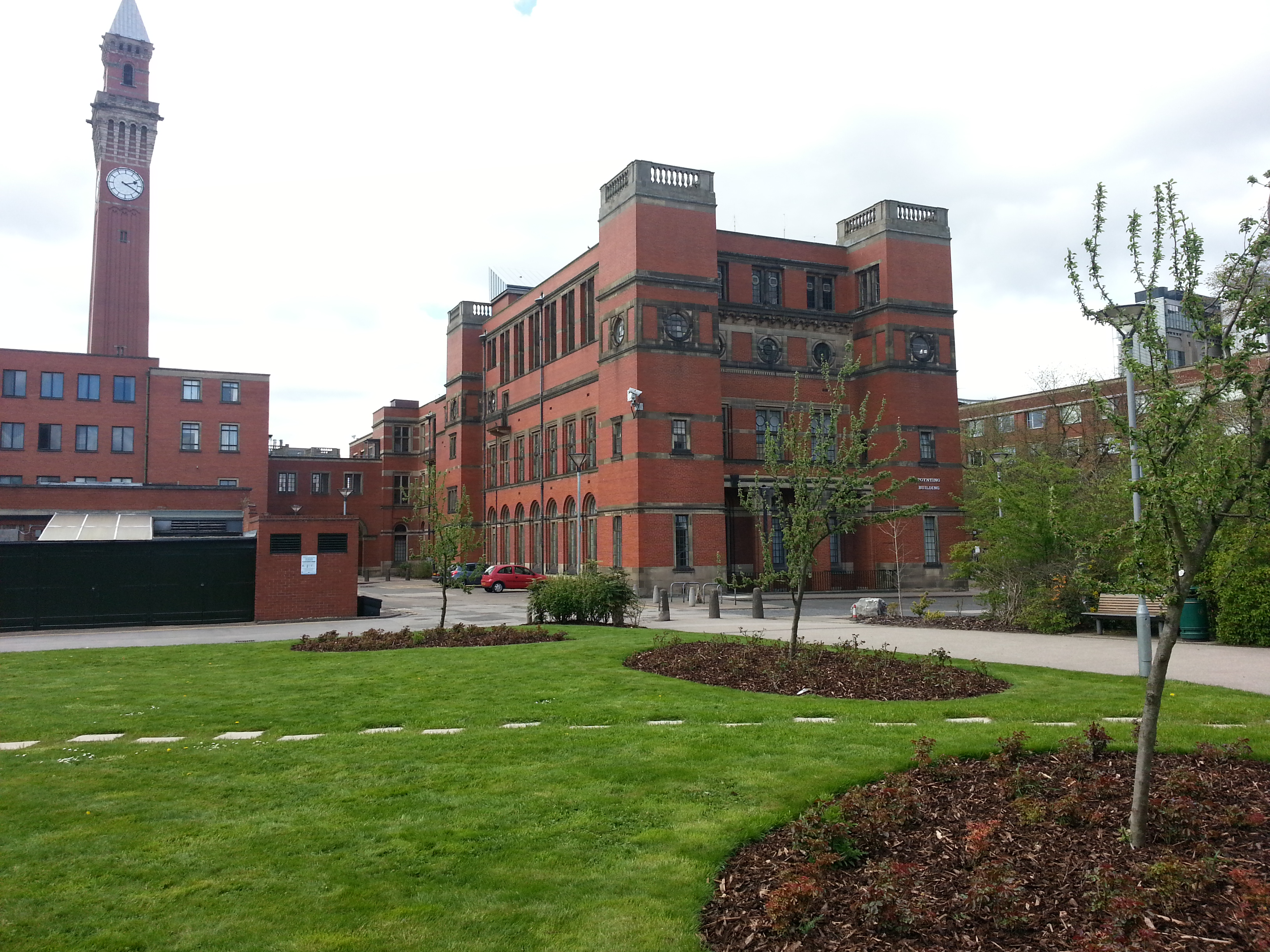
圖為伯明翰大學的坡印亭物理學樓。它的建築模式有助於興起“紅磚大學”一詞。

由於塞謬爾·華特·約翰遜·史密夫臨近65歲的法定退休年齡，因此伯明翰大学要招聘新的坡印亭物理學教授。大學校方不單想要找繼任人，還想要找個有名學者繼任，並且願意為建立伯明翰的原子核物理學專長而大灑金錢。礦業工程教授兼理學院院長內維爾·莫斯為此找到了奧利芬特，而奧利芬特也提出了他的條件。除了年薪£1,300（相当于2018年的AUD$121,000），他還要大學撥出£2,000（相当于2018年的A$186,000）用於實驗室升級，以及每年£1,000（相当于2018年的A$93,000）作實驗室經費。 此外他想在1937年10月之後就任，這樣他就能處理好卡文迪許實驗室的研究收尾工作。莫斯同意了奧利芬特的條件。
為了取得撥款建造他想要的150厘米回旋加速器，奧利芬特寫了信給伯明翰出身的英國首相内維爾·張伯倫。張伯倫與他的朋友納菲爾德勳爵討論此事，後者最終為此計劃提供£60,000（相当于2018年的AUD$6,000,000）的經費，足夠支付回旋加速器、安置加速器的建築物和去一趟加州伯克利的旅費，因此奧利芬特能夠諮詢回旋加速器的發明者歐內斯特·勞倫斯。勞倫斯支持了這個計劃，把他當時在伯克利興建旳150厘米回旋加速器圖則寄給奧利芬特，並邀請奧利芬特到放射實驗室找他。 奧利芬特在1938年12月10日乘船前往紐約，並在伯克利見到了勞倫斯。兩人非常投緣，在奧克蘭的商人維克餐廳共晉晚餐。奧利芬特注意到其他人在建造回旋加速器時遇到的問題，他們是利物浦大學的查德威克和卡文迪許實驗室的考克饒夫，他打算避免這些問題，並透過盡可能按照勞倫斯的規格來使他的回旋加速器能按時及按預算建成。他希望加速器能在1939年聖誕前運作，但第二次世界大戰的爆發粉碎了他的希望。紐費爾德回旋加速器要等到戰後才能完成。

### 雷達

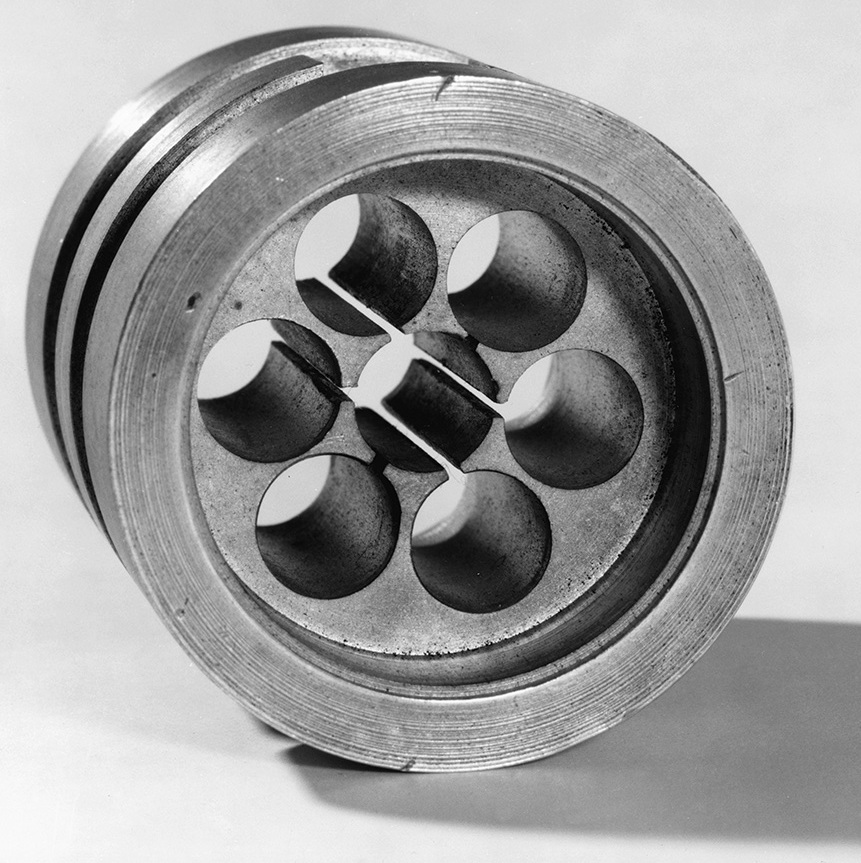
圖為由約翰·藍道爾和哈里·布特於伯明翰大學所研發的最早的多腔磁控管陽極元件。

奧利芬特在1938年開始參與雷達的研發工作，此事在當時仍是個秘密。他在參觀雷達站原型時意識到急需短波長的無線電波，特別是如果有需要建造能放進飛機裏的雷達的話。他在1939年8月帶了一小隊研發小組到懷特島的文特諾，去親身考察那裏的海岸警戒雷達系統。他取得了海軍部的撥款，用於研究波長小於10厘米的雷達系統；當時波長最短的可用系統波長為150厘米。
奧利芬特在伯明翰的小組致力於研發兩個有希望的系統，速調管和磁控管。奧利芬特與詹姆斯·塞耶斯一同研發，成功生產能產生400W的改良速調管。與此同時，他伯明翰小組內的另外兩名成員約翰·藍道爾和哈里·布特則研發出全新設計的多腔磁控管。他們到1940年2月就擁有400瓦功率及9.8厘米波長的輸出，正是良好機載雷達所需的短波長。磁控管的功率很快就被增加到一百倍，於是伯明翰就集中研發磁控管。最早的實用磁控管於1941年8月交付使用。這項發明是戰時的關鍵科學突破之一，對於擊敗德國U型潛艇、攔截敵方轟炸機和指引同盟軍轟炸機都發揮了重大作用。
1940年的法國淪陷和英國被入侵的可能性，使得奧利芬特決定把妻子和兒女送往澳洲。1942年2月的新加坡淪陷使得他決定向悉尼大學電氣工程學教授及澳洲科學與工業研究組織的放射物理學實驗室主任約翰·馬德森提供服務，而該實驗室是負責研發雷達的。他在3月20日乘坐四螺旋槳內燃機船君權號由格拉斯哥前往澳洲。作為46隻船組成的艦隊的一部分，這次航程相當緩慢，艦隊為躲避U型潛艇經常需要曲折前進，船隻要到5月27日才到達弗里曼特爾。
澳洲已準備好要在本土生產雷達裝置。奧利芬達成功遊說托馬斯·萊比教授同意讓正在研究光學軍火的艾歷克·伯霍普和萊斯利·馬丁轉去研究雷達，並且他們在1942年5月成功在墨爾本大學的實驗室製造出多腔磁控管。奧利芬特與馬丁一同研發在實驗室生產線上移動磁控管的過程。二戰期間澳洲生產了超過2千套雷達裝置。

### 曼哈頓計劃
奥托·弗里施和魯道夫·佩爾斯在1940年3月於伯明翰大學撰寫了一篇被後世稱為《弗里施-佩爾斯備忘錄》的論文，當中探討了研發、生產和使用核武器的理論問題。他們考慮由純鈾-235製成的球體，並發現不只會發生鏈反應，還有只需1公斤鈾-235就能釋放出數以百噸TNT炸藥能量的可能性。他們把論文拿給奧利芬特看，使他成了第一個讀這篇論文的人，而他馬上就把論文帶去給空戰科學調查委員會的主席亨利·蒂澤德。因此委員會成立了被稱為穆德委員會的專案小組繼續研究此事。專案小組由喬治·湯姆遜爵士出任主席，最早成員包括奧利芬特、查德威克、考克饒夫和穆恩。在1941年7月的最終報告中，穆德委員會的結論是原子彈不單可行，甚至最早可以在1943年生產。

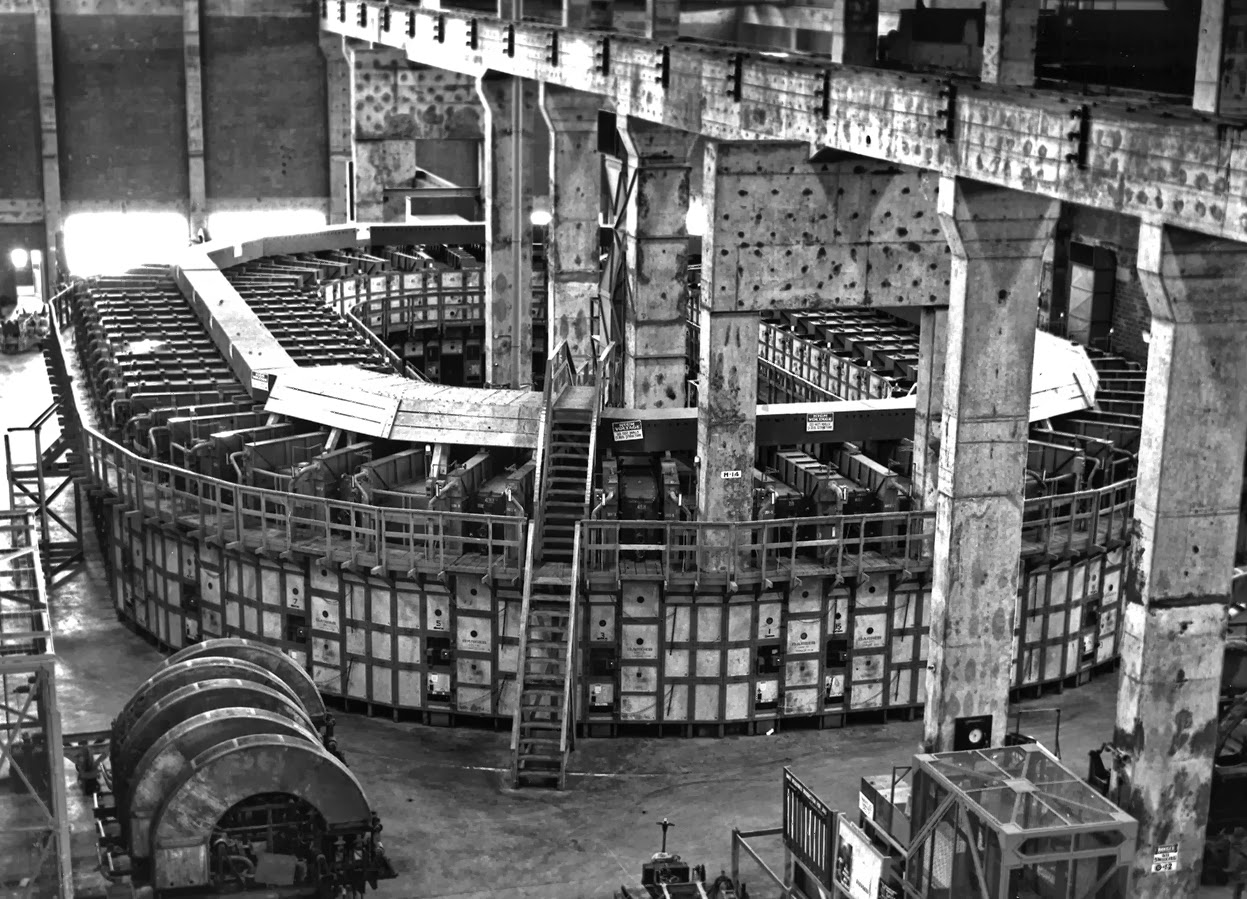
圖為位於田納西州橡樹嶺Y12的巨型阿爾法1號賽道，用於電磁分離。

此時英國已參戰，當局認為研發原子彈是當務之急，但就沒有美國急。奧利芬特就是其中一個使美國啟動研發計劃的人 On 5 August 1941, 奧利芬特乘坐B-24轟炸機到達美國，表面上是商討雷達研發計劃，但實際任務是去找出美國無視穆德委員會發現的原因。他後來憶述：“會議記錄和報告已經寄給了鈾委員會主席萊曼·布里格斯，我們對於他們完全沒有任何回應感到困惑。於是我在華盛頓叫了布里格斯過來，卻發現這個既不善言辭又不起眼的人，居然把報告放進了保險箱，沒有拿去給委員會的成員看。我感到既驚訝又苦惱。”
奧利芬特於1941年8月26日與鈾委員會會面，並出席了委員會會議。委員會新委員塞繆爾·K·艾利森是一名實驗物理學家，也是阿瑟·康普頓在芝加哥大學的門生。他憶述奧利芬特“出席了會議並且毫不含糊地說出‘炸彈’ 一詞。他告訴我們必須在炸彈上集中所有火力，還說我們除了炸彈外沒有權利研究發電廠或其他東西。他說，炸彈的成本將為2千5百萬美元，英國沒有這樣的錢和人力，所以取決於你們。”艾利森對於布里格斯把委員會蒙在鼓裏一事感到震驚。之後奧利芬特前往伯克利，於9月23日在那裏見到他的朋友勞倫斯，並給了他一份《弗里施-佩爾斯備忘錄》 複本。勞倫斯找了羅伯特·奥本海默來核對數字，也是第一次把他帶進此計劃。奧利芬特把奧本海默視作又一位同伴，他不但成功說服勞倫斯和奧本海默原子彈可行，還啟發了勞倫斯把他的94厘米回旋加速器改造成電磁同位素分離用的巨型質譜儀，這個技巧是由奧利芬特於1934年開拓的。 利奧·西拉德後來寫道：“如果國會認識原子能計劃的真實歷史的話，我深信他們會為多管閒事的外國人增設特別勳章，而奧利芬特博士會是第一個受勳的人。” 

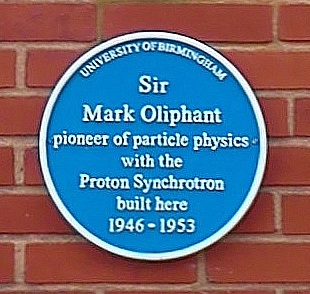
圖為伯明翰大學坡印亭樓外的藍色牌匾。

1942年10月26日奧利芬特重新帶同妻子和兒女乘船離開墨爾本。戰爭期間在法國船隻“慾望號”上的航行也是相當慢的，他們到了1943年2月28日才到達格拉斯哥。當魁北克協定把英國的合金管工程與美國的曼哈頓計劃合併後，作為英國特派團成員的他在1943年11月又一次不得不留下他們，動身前往美國。奧利芬特是美方最熱切期盼其服務的科學家之一。已經成為洛斯阿拉莫斯實驗室主任的奧本海默嘗試游說他加入那裏的團隊，但奧利芬特選擇了帶領團隊去協助他在放射實驗室的好友勞倫斯研究電磁鈾濃縮──計劃中重要但軍事上沒那麼明顯的一個部分。
奧利芬特確保了澳洲同鄉物理學家哈里·梅西的加入，梅西之前在海軍部研發水雷，加入的還有之前研發多腔磁控管時合作過的詹姆斯·塞耶斯和斯坦利·杜克。這個起始團隊在1943年11月乘坐B-24“解放者”式轟炸機前往伯克利。奧利芬特成為勞倫斯“實際上”的副手，在勞倫斯不在的時候負責伯克利放射實驗室。雖然駐在伯克利，但他還是經常到訪分離廠所在的田納西州橡樹，而且還不定期到訪洛斯阿拉莫斯。他致力於讓澳洲科學家參與這個計劃，並讓科學與工業研究組織的負責人大衛·里韋特爵士同意放艾歷克·伯霍普去參加曼哈頓計劃。他向澳洲駐英國高級專員斯坦利·布魯斯就計劃作簡報，並促請澳洲政府確保鈾的礦藏。
與曼哈頓計劃指揮官萊斯利·格羅夫斯 少將於1944年9月在伯克利一次會面，使奧利芬特確信美方戰後打算壟斷核武器、限制英方研發和在加拿大生產核武器，以及不准與澳洲共享核武器科技。奧利芬特很典型地跳過英國特派團團長查德威克，直接把報告發給倫敦合金管工程指揮部主任華萊士·埃克斯。埃克斯召奧利芬特回倫敦商討。奧利芬特順道與查德威克和其他英國特派團成員在華盛頓見面，討論英國重啟獨立計劃的前景。查德威克堅持與美方繼續合作，以及奧利芬特和他的團隊應在原子彈製造工作完成之前留在美國。埃克斯發了電報給查德威克，指示奧利芬特應在1945年4月前回到英國。
奧利芬特1945年3月回到英國，繼續他在伯明翰大學的物理學教授職務。他最初聽到廣島與長崎被原子彈轟炸消息時正與家人在威爾士渡假。他後來評論說他“對於炸彈有效感到有點自豪，而且對於它對人類所作的事感到絕對的驚駭”。奧利芬特成了一名嚴厲的核武器批判者和帕格沃什科學和世界事務會議的成員，說道，“從一開始我就因為核武器的存在感到極度擔憂，並且非常反對使用它們。”他的戰時研究可以讓他獲授金棕葉自由獎章，但澳洲政府因為當時政策上榮譽不授予平民，所以否決了頒授這項榮譽 。

## 在澳洲的晚年
澳大利亞總理班·奇夫利在1946年4月詢問奧利芬特是否可以擔任代表團技術顧問，參加新成立的聯合國原子能委員會 （UNAEC）舉辦的國際核武器管控辯論。奧利芬特同意了，並與外交部長H·V·伊瓦特和澳洲駐聯合國大使保羅·哈斯勒克一同去聽巴魯克計劃。這次國際管控的嘗試並未成功，亦沒有達到協議。
奇夫利和戰後重建部部長H·C·“金塊”·庫姆斯博士也曾與奧利芬特討論過創建新研究所的計劃，以吸引世上最好的學者到澳洲來並提高全國大學的教育標準。他們希望開始時能吸引到最傑出的三位澳洲海外學者：奧利芬特、霍華德·弗洛里和基斯·漢考克。參與這計劃根本就是學術自殺；澳洲遠離各個進行最新研究的中心，而且當時的通訊比現在要差得多。然而奧利芬特答應了，並於1950年回到澳洲擔任澳洲國立大學物理科學及工程研究院的第一任院長。他在研究院中創建了由自己兼系主任的粒子物理學系、由歐內斯特·提特頓帶領的原子核物理學系、由約翰·耶格帶領的地球物理學系、由巴特·包克帶領的天文學系、由肯尼斯·勒庫特帶領的理論物理學系，以及由伯恩哈德·紐曼帶領的數學系。

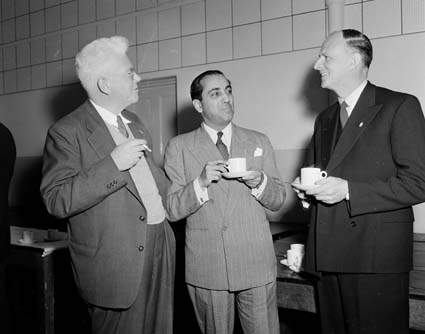
在1954年8月31日開始於悉尼的新南威爾士大學舉辦的“澳洲原子能”兩天研討會期間，奧利芬特（左）、霍米·贾汗季·巴巴（中）和 菲利普·巴克斯特（右）在喝茶時見面

奧利芬特是核武器研究的倡導者。他在英國政府諮詢核武器的英戰後技術委員會擔任委員，並公開宣稱英國需要研發出獨立於美國的自家核武器來“避過成為較弱勢力的危機”。在澳洲建立世界級原子核物理學研究能力一事馬上被認為政府研發核能和核武器的計劃。把新的研究所設在坎培拉會讓研究所更靠近雪山工程的地方，此項工程是新核能工業計劃中的中心焦點。奧利芬特希望英國政府會協助澳洲的計劃，而英方則只對合作感興趣，因為澳洲擁有鈾礦石和武器試驗場，同時亦有意見擔心澳洲與美國走太近。讓澳洲科學家可以被借調到位於哈韋爾的英國原子能研究中心的協議已經簽訂，但他想要的緊密合作卻被源於英國對美國所作承諾的安全顧慮所阻礙。
奧利芬特設想坎培拉有朝一日會成為像牛津或劍橋的大學城。對澳洲國立大學未來的威脅在1949年大選之後出現了，就是當羅伯特·孟席斯領導的澳洲自由黨獲勝的時候。許多自由黨人都反對大學，認為大學揮霍無度。孟席斯有為此事辯解，但他1954年宣佈進入鞏固期，設立撥款上限，從而終結了與歐洲和北美大學成功競爭的可能性。進一步的打擊在1959年出現，當孟席斯政府把澳洲國立大學和坎培拉大學學院合併。從此它不再是研究大學，而是負責教導本科生的普通大學。然而，大學裏的一部分人還是堅守從前的任務，而澳洲國立大學仍然一家以研究為活動核心的大學。儘管受到阻礙，坎培拉作為大學城的願景很有可能在2014前踏上成為現實的道路。
奧利芬特在1951年9月為出席芝加哥的原子核物理學研討會而申請美國簽證。奧利芬特的簽證沒有被拒，他也沒有被指控參與顛覆活動，但簽證也沒有被簽發。當時是紅色恐慌的高峰期。美國的麥卡倫法案限制了美國入境，而在澳洲孟席斯政府正在試圖禁止共產黨，並不傾向於為支持奧利芬特反對美國政府。後來於1954年9月經夏威夷入境加拿大的申請也被美國國務院拒絕。雖然奧利芬特獲批特殊豁免可以過境美國，但是他寧願取消行程也不願接受這樣的屈辱。因為怕與美國作來，後來孟席斯政府拒絕讓他參與或考察英國在南澳州馬拉林加的核試驗，也不允許他接觸機密核資料。
奧利芬特在1955年開始了世界最大同極發電機（5億焦耳）的建造和設計工作。這台巨大的機器含有三隻直徑3.5米、重38噸的碟。他從澳洲原子能研究所取得起始資金£40,000（相当于2018年的A$1,000,000）。同極發電機在1963年完工，原定用作回旋加速器的電力來源，但最終回旋加速器並沒有被建造。發電機轉而為LT-4托卡馬克和作等離子體科學實驗儀器用的大型磁軌砲供電。它最終在1985年停用。

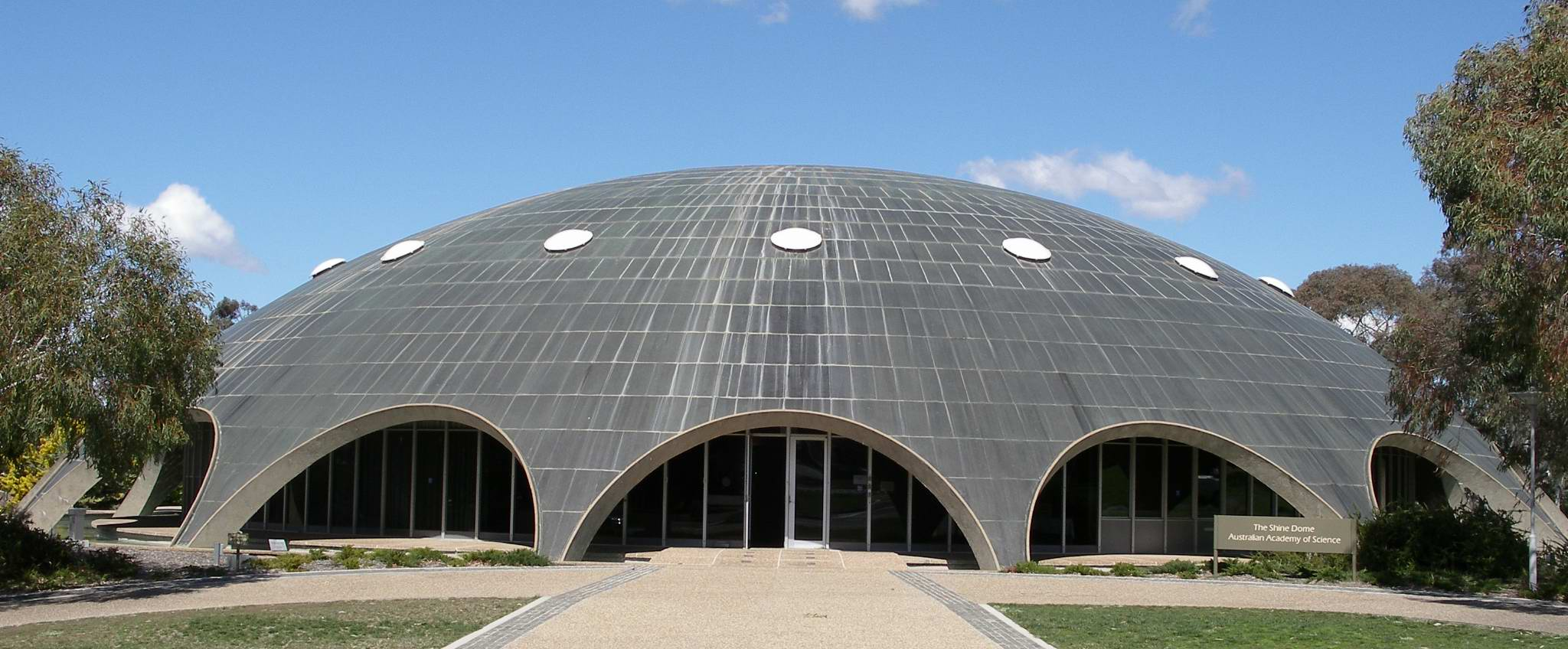
圖為澳洲科學院──貝殼穹頂。

奧利芬特在1954年與大衛·馬丁聯手克服了讓前人受挫的困難，創立了澳洲科學院。由奧利芬特擔任院長，直到1956年。確定了科學院應擁有自己的建築物，奧利芬特由捐款中籌措相關費用。作為建築設計委員會主席的他，選擇並負責了坎培拉最鮮明的建築設計。他還主講了科學院的1961年馬修·福林達斯講座，講題為“他所處時代和現代的法拉第”。
奧利芬特在1964年從粒子物理學教授的職位退下，並獲聘為離子氣體教授。在這個職位期間他寫出了他自1930年代以來的第一批論文。他在1967年獲聘為榮譽退休教授。他受到南澳州總理唐·鄧斯坦出任南澳州總督，一個他由1971年至1976年擔任的職位。他在這期間因在1975年澳大利亞憲政危機中強烈支持澳洲總督約翰·克爾爵士的決定，而引起了鄧斯坦的極大關注。他協助創建澳洲民主黨，並在政黨宣佈成立的1977年墨爾本會議擔任主席。
《世紀報》在1981年報導“馬克·奧利芬特爵士警告鄧斯坦政府，委任澳洲土著道格拉斯·尼科爾斯繼任南澳州總督一事，有可能會引發‘致命危機’。”奧利芬特曾秘密地寫道：“土著的性格上有些根深蒂固的東西，使得他很難完全適應白人的處事方式。”奧利芬特傳記的作者是這樣注釋的：“這是澳洲幾乎整個白人人口的主流意見，直到二戰後相當長的一段時間才有改變。”
他在1959年獲授大英帝國司令勳章（KBE），並在1977年因“公共服務及皇室服務領域中最高程度的卓越成就及美德”而獲授澳洲同伴勳章（AC）。
老年時奧利芬特因目睹了妻子蘿莎在1987年逝世前的折磨，而成為了自願安樂死的倡導者。他在2000年7月14日於坎培拉逝世，享年98歲。他的遺體被火化。他的兒子邁克爾在1971年因大腸癌逝世，之後他的女兒薇薇安則在2008年因腦腫瘤逝世 。

## 影響

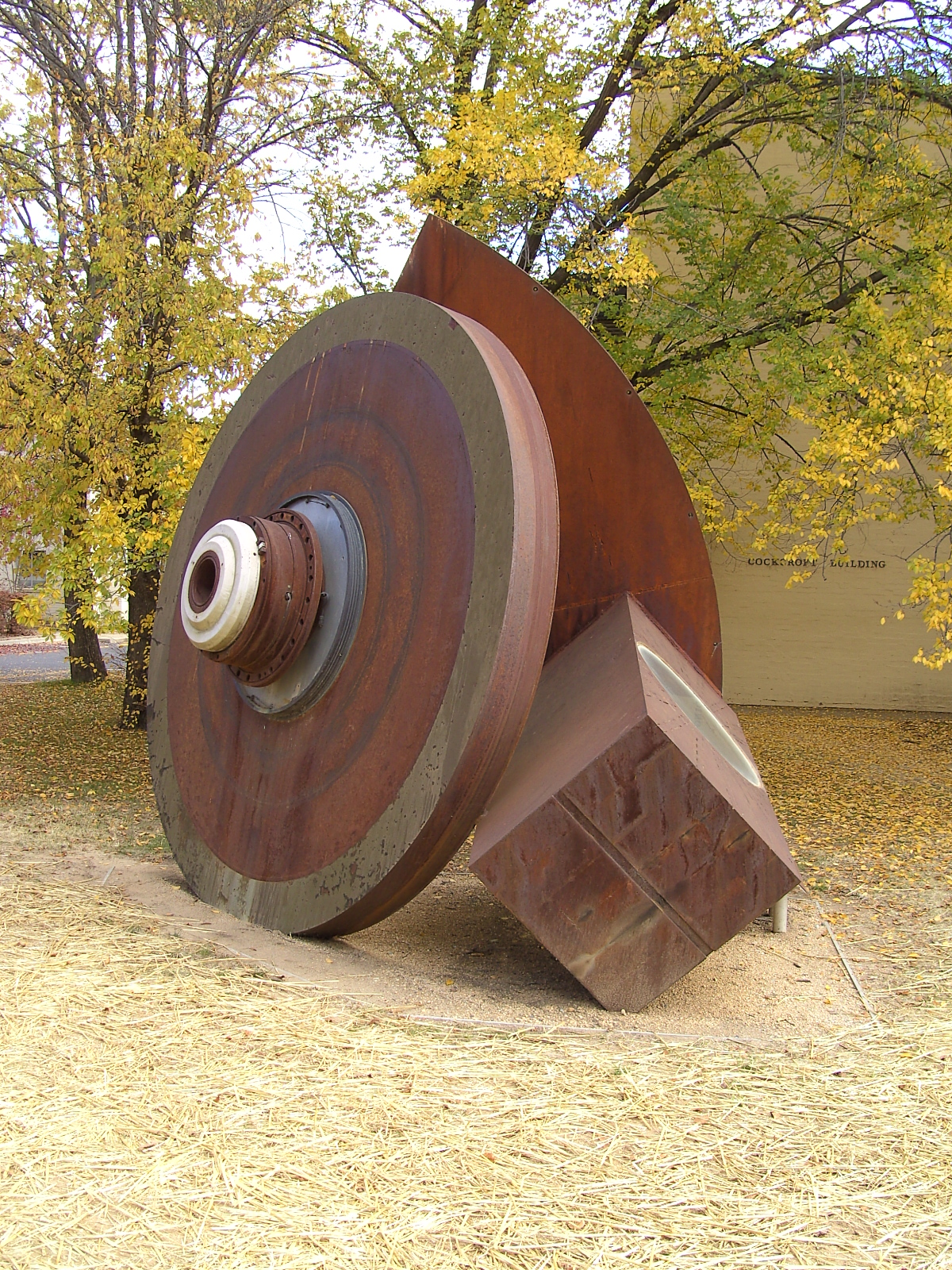
圖為位於澳洲國立大學的5億焦耳發電機殘骸。

紀念馬克·奧利芬特的地方和事物包括澳洲國立大學的奧利芬特樓、馬克·奧利芬特保護公園、一項南澳州高中科學競賽、阿德萊德大學物理樓的奧利芬特翼、一所位於阿德萊德市郊西蒙諾帕拉的學校，以及位於坎培拉澳洲國立大學他舊實驗室附近帕克斯道上的一條橋。他的手稿被存放於澳洲科學院的阿道夫·巴瑟爾圖書館及阿德萊德大學的巴爾·史密手圖書館。奧利芬特的姪子帕特·奧利芬特是個獲得普利策獎的漫畫家。他的媳婦莫妮卡·奧利芬特，是個專門研究再生能源的澳洲著名物理學家，她的研究使他於2015年獲頒授澳洲員佐勳章。

## 榮譽及獎項

馬克·奧利芬特紀念物
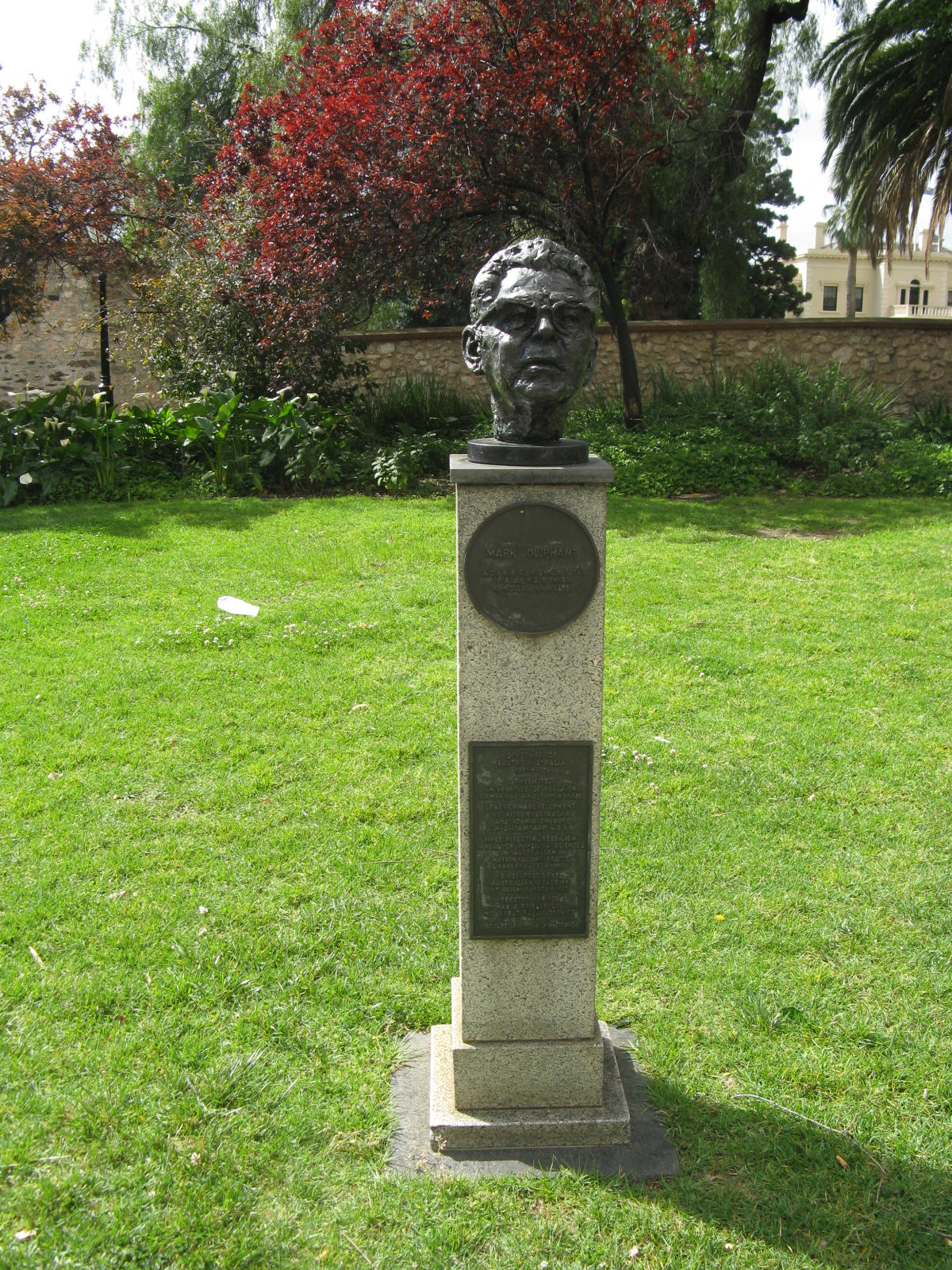
位於北大街 (阿德萊德)的雕塑
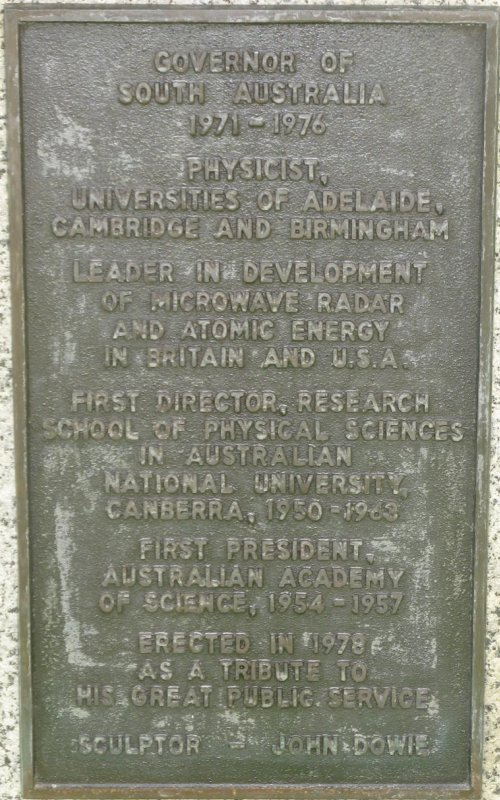
雕塑上的文字
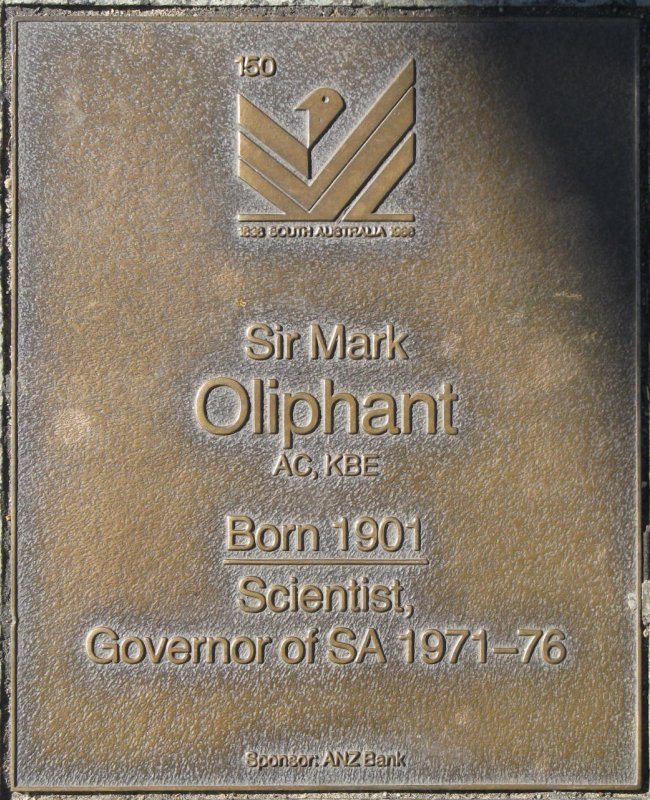
銀禧150步行街上的牌匾

- 1937年獲選為皇家學會院士[23]
- 1943年獲皇家學會頒授休斯獎章[23]
- 1946年獲放射學研究所頒授西爾瓦努斯·湯姆遜獎章[23]
- 1948年獲工程師學會頒授法拉第獎章（英语：Faraday Medal）[23]
- 1954年獲選為澳洲科學院（基本）院士[23]
- 1954年獲選為澳洲科學院（基本）院長[23]
- 1955年獲皇家學院邀請主講貝克爾講座（英语：Bakerian Lecture）[23]
- 1955年獲皇家學院邀請主講盧瑟福紀念講座[23]
- 1956年獲丹麥國王弗雷德里克九世授予加拉利亞獎章[23]
- 1959年獲授大英帝國勳章[86]
- 1961年獲馬修·福林達斯獎章及講座（英语：Matthew Flinders Medal and Lecture）[100]
- 1976年獲選為澳洲技術科學及工程學院（英语：Australian Academy of Technological Sciences and Engineering）第一榮譽院士及基本院士[101]
- 1977年獲授澳洲同伴勳章[87]

- 馬克·奧利芬特紀念物
- 位於阿德萊德北大街（英语：North Terrace, Adelaide）的雕塑
- 雕塑上的文字
- 銀禧150步行街（英语：Jubilee 150 Walkway）上的牌匾

## 著作
- Oliphant, Mark. . London: G. Allen and Unwin. 1949. OCLC 880015.
- —. . Bedford Park, South Australia: Flinders University Science Association. 1970. OCLC 37096592.
- —. . Amsterdam: Elsevier Pub. Co. 1972. ISBN 978-0-444-40968-3. OCLC 379045.

## 延伸閱讀
- Ramsey, Andrew. . Sydney: HarperCollinsPublishers Australia. 2019. ISBN 978-1-4607-5523-5. OCLC 1104182720.

## 外部連結
- . IEEE.   [5 October 2014]. Video interview.
- . American Institute of Physics. 3 November 1971  [5 October 2014].
- . Lawrence Berkeley Laboratory.   [12 March 2015].

| 政府职务             | 政府职务             | 政府职务                 |
| -------------------- | -------------------- | ------------------------ |
| 前任： 詹姆斯·哈里逊 | 南澳州總督 1971–1976 | 繼任： 道格拉斯·尼科尔斯 |